# Élisabeth-Albertine d'Anhalt-Bernbourg
Titre
Princesse consort de Schwarzbourg-Sondershausen
10 mai 1721 – 28 novembre 1740
(19 ans, 6 mois et 18 jours)
Élisabeth-Albertine d'Anhalt-Bernbourg (* 31 mars 1693 à Bernbourg; † 7 juillet 1774 à Arnstadt) de la Maison d'Ascanie est une princesse d'Anhalt-Bernbourg et par le mariage princesse de Schwarzbourg-Sondershausen.

## Biographie
Élisabeth-Albertine est la fille aînée du prince Charles-Frédéric d'Anhalt-Bernbourg (1668-1721) de son premier mariage avec Sophie-Albertine (1672-1708), fille du comte Georges-Frédéric de Solms-Sonnenwalde.
Elle épouse le 2 octobre 1712 à Bernbourg le comte Günther XLIII de Schwarzbourg-Sondershausen (1678-1740). Les témoins de l'époque décrivent le mariage comme un mariage heureux mais qui n'a pas d'enfants. Entre 1729 et 1734, le somptueux palais d'Arnstadt est construit pour Élisabeth Albertine. Déjà du vivant du prince, Élisabeth-Albertine a essayé d'installer à Arnstadt une deuxième Cour.